# Olga Duque de Ospina
Olga Duque de Ospina (nacida Olga Duque Palma; Neiva, 14 de julio de 1930-Bogotá, 16 de septiembre de 2019) fue una abogada, política y socialité colombiana, militante activa del Partido Conservador. Fue senadora en su país entre 1986 y 1990, y Ministra de Educación entre 1996 y 1997, durante el gobierno del liberal Ernesto Samper.
Durante su vida pública se desempeñó como representante a la Cámara por Cundinamarca (1970-1974), Gobernadora del Huila (1974-1975), Embajadora Plenipotenciaria de Colombia ante la Organización de las Naciones Unidas ONU en dos ocasiones (1978 y 1997), Concejal de Neiva (1986-1990), Directora del Diario del Huila (1975), Senadora de la República en dos ocasiones (1978-1982, 1986-1990), directora general de la Caja Nacional de Previsión CAJANAL (1982-1985), Ministra de Educación (1996), entre otros.

## Biografía

### Primeros años
Hija de María Josefa “Pepita” Palma Silva y el médico y político Maximiliano Duque, esposa de Fernando Ospina Hernández, hijo del expresidente Mariano Ospina Pérez y Bertha Hernández de Ospina; nació en Neiva capital del Departamento del Huila el 14 de julio de 1930.  Vivió su infancia y adolescencia en la Hacienda Matamundo. 
Su primera educación fue con una institutriz en la Hacienda Villa Nora estudiando historia, literatura y francés. Cursó parte de su primaria en el Colegio la Presentación de Neiva. Con permiso de su padre e invitada por el político conservador Luis Ignacio Andrade, nombrado embajador ante el Vaticano por el presidente de la República de Colombia Laureano Gómez, viajó en 1950 a Roma donde estudió Historia del Arte; en 1952 continuó su secundaria en Suiza en el colegio Mont Olivet en Lausana a raíz del nombramiento de su padre como Embajador en Suiza por el presidente de la República de Colombia designado Roberto Urdaneta Arbeláez; a su regreso a Colombia terminó el bachillerato en el Colegio Alvernia en Bogotá.
Contrae matrimonio con el Ingeniero Fernando Ospina Hernández el 24 de enero de 1954 en la capilla del Espíritu Santo en Bogotá. Los esposos Ospina Duque viajan en el invierno de 1954 a la ciudad de Nueva York, Estados Unidos para su luna de miel y permanecen durante dos años en la ciudad de Lexington mientras Fernando Ospina Hernández adelantaba su maestría en el Virginia Military Institute VMI y Olga Duque Palma estudiaba inglés. Al terminar sus estudios, vuelven a Colombia y conforman una admirable familia de la cual nacen 6 hijos: “(…) Bertha Olga, Francisco, Fernando Mauricio, Diego Darío, Carolina y Ximena Ospina Duque. (…)”.
En enero de 1968 ingresó a la Universidad Santo Tomás de Bogotá a estudiar Derecho, siendo la única mujer, casada y con seis hijos; se gradúa el 5 de septiembre de 1973 especializándose en Derecho Constitucional.

## Trayectoria pública

### C Azul y representante a la Cámara por Cundinamarca
Con un grupo de políticos conservadores: Augusto Ramírez Ocampo, Aníbal Fernández de Soto, Carlos Albán Holguín, Dolly Betancourt de Suárez, Haydé Durán de López, conformaron un grupo denominado C Azul por el cual fue elegida como representante suplente a la Cámara por Cundinamarca para el periodo de 1970-1974. Asumió la curul el 20 de julio de 1972 hasta el 19 de julio de 1974. Formó parte de Comisión Primera encargada de asuntos constitucionales donde impulsó varios proyectos, principalmente la creación de la Vicepresidencia de la República y el voto obligatorio desarrollados y explicados en su libro “Cambios Estructurales en la Organización del Estado” publicado en 1988.

### Gobernadora del Huila

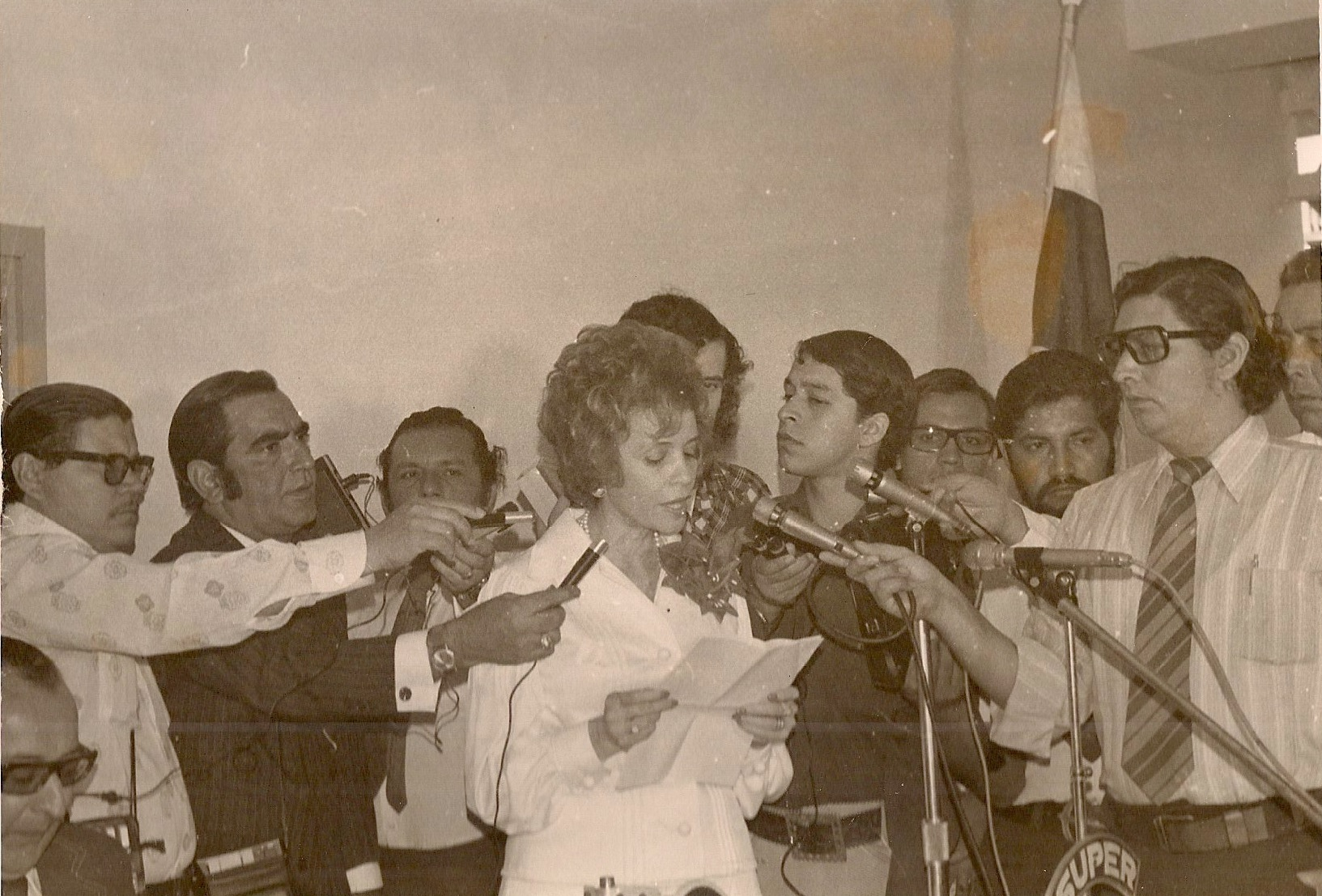
Olga Duque de Ospina durante conferencia a medios de comunicación como Gobernadora.

En 1974 es nombrada Gobernadora del Huila por el presidente Alfonso López Michelsen, siendo la primera mujer en ocupar este cargo, función que ejerció del 7 de septiembre de 1974 al 5 de marzo de 1975. Al igual que ella en distintos momentos, su padre Maximiliano Duque Gómez (1929-1930) y su hermano Maximiliano Duque Palma (1966-1968) fueron Gobernadores del Huila; desde esa perspectiva Olga Duque comentaba sobre esta influencia: “Siempre sentí que estaba hecha para la política, en la que viví al lado de mi padre, que era médico de profesión y político de vocación”.
Los objetivos más importantes que se planteó Olga Duque como gobernadora fueron en infraestructura vial como el proyecto de la carretera que comunicaría el sur de Colombia con Brasil, la construcción de la carretera Neiva a San Vicente del Caguán, entre otros. De la misma forma impulsó programas educativos y durante su gobierno se creó la Escuela Normal Departamental Mixta. 

Al finalizar su periodo la exgobernadora expresaba:
“Me voy con la conciencia tranquila de haber cumplido con mi deber. Ni un solo minuto de trabajo le ahorré a mi Departamento. Cumplí con el lema que me prometí de diálogo y trabajo. Soy consiente que escribí un nuevo capítulo en la historia del Departamento del Huila. (…)”

### ONU
Al finalizar como Gobernadora del Huila, al poco tiempo es designada por Decreto 1821 del 3 de septiembre de 1975 comisionada con el rango de Embajadora Extraordinaria y Plenipotenciaria para integrar con la delegación colombiana en el Trigésimo Período Ordinario de Sesiones de la Asamblea General de la Organización de las Naciones Unidas en Nueva York entre el 16 de septiembre y el 17 de diciembre de 1975. 
Repitió este cargo como embajadora en el año 1997, nombrada con el Decreto 2313 del 17 de septiembre con el fin de asistir al Quincuagésimo Segundo Período Ordinario de la Asamblea General de la Organización de las Naciones Unidas.

### Directora general de Cajanal

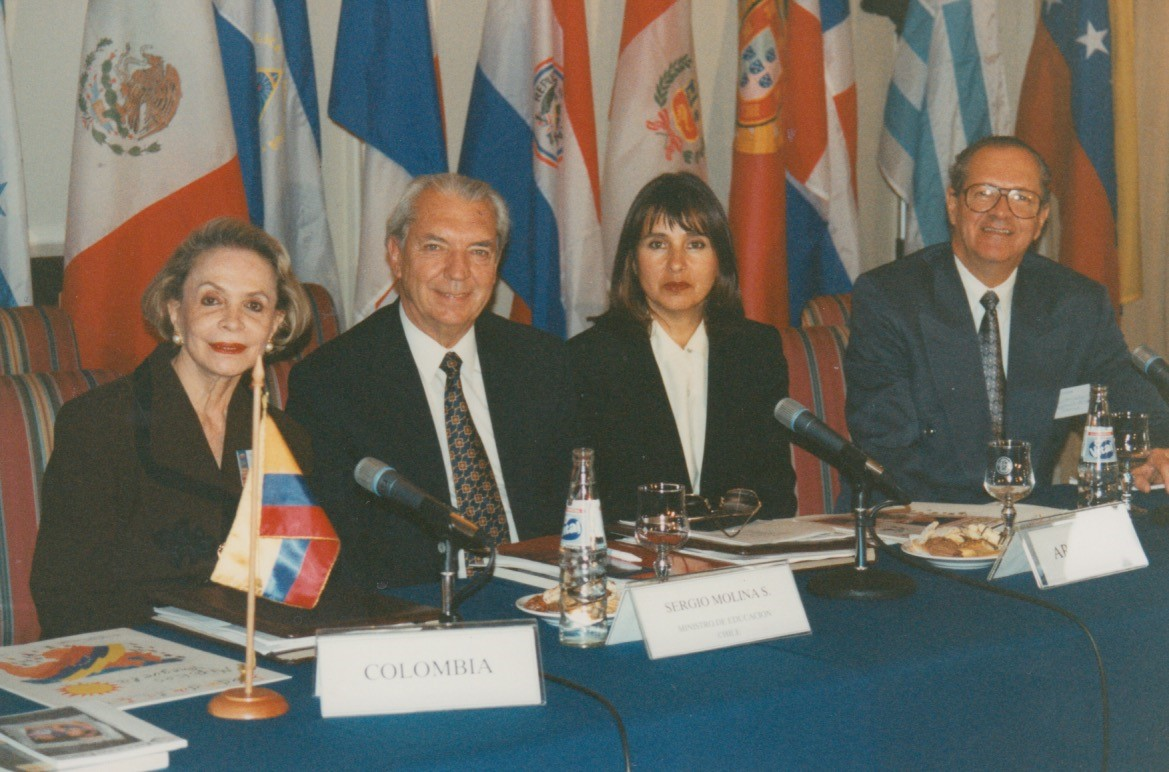
Olga Duque de Ospina como Embajadora ante la ONU.

Fue designada como directora general de la Caja Nacional de Previsión Social (Cajanal) por el presidente Belisario Betancur, mandato que cumplió entre el 21 de septiembre de 1982 y el 28 de agosto de 1985.
Dicha entidad pasaba por una complicada crisis debido principalmente a la corrupción originando el incumplimiento del pago a los pensionados. A los cuatro días de estar posesionada, decidió ver de primera mano como operaba el desfalco por parte de algunos deshonestos funcionarios de CAJANAL disfrazándose de una pensionada y con bastón en mano, una peluca canosa, grandes gafas, un viejo abrigo. Hizo largas filas, habló con distintos empleados e indagó como operaba la compra de funcionarios para que estos lograran o agilizaran las pensiones. Tomó nota quienes eran los corruptos y al llegar a su oficina los destituyó. Con esa primera victoria el presidente Betancur la felicitó y la prensa de la época elogio su actitud.

De esa forma Olga Duque sacó gradualmente a CAJANAL de sus dificultades, lo cual queda en evidencia en marzo del año 1984 cuando se vislumbran los primeros resultados al iniciar el pago de las mesadas atrasadas, adquisición y mejora de las sedes administrativas y médicas, optimización en la atención de los pacientes de la tercera edad a nivel nacional entre muchos otros.

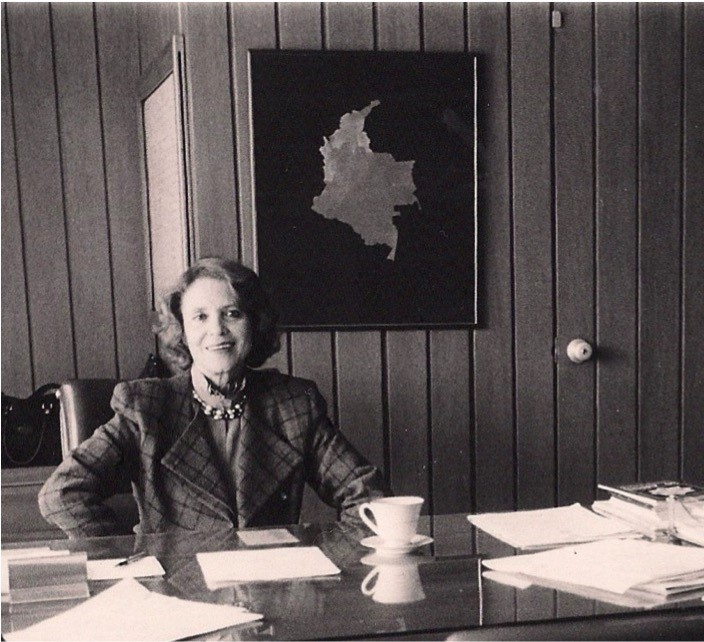
Olga Duque de Ospina en su oficina de CAJANAL.

Su célebre frase “No darle más años a la vida sino más vida a los años” evidenciaba su preocupación y dedicación por la tercera edad a la cual le dio un importante lugar durante su gestión, como la creación del programa recreativo para la tercera edad donde se realizaban actividades de acuerdo a las preferencias. Olga Duque contrató profesores para cada quehacer, entre los que se encontraban: música, poesía, trabajos manuales, pintura, historia, peluquería, decoración, bizcochería. Además organizó tertulias literarias y musicales. El programa se originó en Bogotá con la adquisición de una casa que se adaptó para tal fin, pero se fue implementando en todo el país para el beneficio de la tercera edad colombiana.
Olga Duque recibió una institución al borde de la liquidación pero bajo su dirección se recupera, se organiza y es saneada por lo cual los pensionados, el gobierno y la opinión pública reconocen su gran labor con numerosas distinciones, homenajes y reconocimientos. Uno muy recordado e importante fue el banquete organizado por los pensionados, los empleados de CAJANAL y varios dirigentes políticos, que contó con ilustres asistentes como Carlos Lleras Restrepo quien le dedicó un sentido discurso, Álvaro Gómez Hurtado, Virgilio Barco Vargas y Alfonso López Michelsen, entre muchos otros, llenando el Salón Rojo del Hotel Tequendama.

### Senadora
Su primera experiencia en el Senado de la República fue para el periodo 1978-1982, elegida por la Circunscripción Electoral del Huila la cual estaba compuesta por el Departamento del Huila, la Intendencia del Caquetá y la Comisaría del Amazonas. Hizo parte de la Comisión Tercera Constitucional, encargada de los asuntos económicos y desde ahí consiguió auxilios para obras de infraestructura para diferentes regiones de Colombia. Su segunda participación en el Senado de la República fue, para el periodo constitucional 1986-1990, la única mujer que llegó al Senado durante esta legislatura, de la misma forma que su suegra Bertha Hernández de Ospina única senadora durante el periodo 1970-1974. Consciente de la responsabilidad adquirida la senadora Duque de Ospina declaraba:

“A mí no se me escapa el compromiso de ser la única mujer que llega al Senado; porque allí me toca representar a toda la mujer colombiana, pero especialmente a la mujer huilense. Yo me lo explico: es que he luchado, es que nada en la vida me ha sido fácil, por el contrario, siempre he tenido a la vida como dijera Alzate Avendaño, como a la más enconada contraparte. El hecho de haberme impuesto en un departamento desde luego muy machista, luchando hombro a hombro con los varones eso ha sido importante. Ellos me han visto enfrentada con ellos o contra ellos en la misma palestra y eso es natural que me haya dado prestigio”.

Como Senadora insistió en su proyecto acerca de la creación de la Vicepresidencia de la República, además de impulsar otras iniciativas como ampliar el periodo presidencial de 4 a 6 años, la creación de una curul vitalicia en el Senado a los expresidentes, entre otras. Sus proyectos presentados en el Congreso de la República son desarrollados y explicados en su libro “Cambios Estructurales en la Organización del Estado” publicado en 1988. Decidida en aportar y contribuir al país, Olga Duque consideraba:
“Busco el poder para servirle a la gente; para solucionarle algunos problemas y necesidades”. 
Durante su periodo como Senadora (1986-1990) encabezó dos veces la lista para el Concejo de Neiva y salió elegida para los periodos de 1986-1988 y 1988-1990. Tomó posesión del cargo en ambas ocasiones, pero por sus responsabilidades en el Congreso de la República decide que sus suplentes desempeñen el cargo. Antes de la Constitución Política de 1991, los Congresistas en ejercicio podían aspirar a cargos regionales de elección popular, aunque no desempeñarlos de forma simultánea.

### Notaria
Al final del gobierno del presidente Virgilio Barco, es nombrada Notaria Sexta del Círculo de Bogotá, tomando posesión un 12 de febrero de 1990 hasta el 14 de noviembre de 1995. Se destacó por la modernización de la Notaria, en la sistematización de la Escrituración Pública y llevando un Registro Civil electrónico, además de su disposición en la búsqueda y defensa de los derechos de los notarios de todo el país. A su vez lideró al gremio notarial en búsqueda de beneficios y derechos para los notarios de todo el país.

### Ministra de Educación
Es designada como Ministra de Educación por Decreto 1239 del 16 de julio de 1996. En su gestión en este ministerio aportó, añadió y reforzó el presupuesto nacional de educación, ayudando a reducir un poco la crisis por la cual pasaba este sector, contribuyó a la creación de becas a profesionales, incorporó maestros de planta, entregó textos, cartillas y computadores a escuelas primarias y colegios de educación media, promueve iniciativas para la implementación de internet en las instituciones educativas municipales, entre otros aportes. Igualmente tuvo entre sus proyectos fundamentales la recuperación de los valores, la urbanidad y la familia. Además siguió adelante con el Plan Decenal de Educación y estuvo al frente del Primer Foro Educativo Nacional celebrado el 4 y 5 de diciembre de 1996 donde se estableció el camino de las políticas educativas en Colombia durante el periodo 1997-2008.

La ministra Olga Duque en su discurso en la Clausura del Foro preparatorio del Plan Decenal de Educación explicaba la importancia de la educación en la sociedad: 
“Para asumir el sentido social de la educación conviene reconocer que la escuela no es el único ámbito educativo, sino que esta función se cumple en todos los espacios y tiempos sociales, pues todos educamos y todos aprendemos. (…) Educamos y aprendemos cuando hacemos buen uso y preservamos las riquezas naturales, ecológicas y demográficas; cuando participamos activamente en los asuntos públicos y cuando acatamos las normas que rigen los comportamientos individuales y colectivos. (…)” 
Presenta su renuncia como Ministra de Educación y mediante Decreto 2333 del 23 de diciembre de 1996 el Gobierno Nacional la acepta.
Al margen de su vida política y pública se dedicó a la academia siendo conferencista y miembro a la Academia de Historia de Bogotá, a la Sociedad Bolivariana de Colombia y al Centro de Estudios Colombianos C.E.C.

### Medios de comunicación y publicaciones
Olga Duque de Ospina incursiona en los medios de comunicación en la Dirección del Diario del Huila en mayo de 1975, periódico fundado por su padre y su hermano. De igual forma publica columnas de opinión en algunos periódicos colombianos entre ellos La República (fundado por su suegro Mariano Ospina Pérez) y en el mismo Diario del Huila, acerca de temas de interés nacional como cultura, política y viajes. En el año 1998 se convierte en accionista del Diario La Nación y ejerce como subdirectora hasta el día de hoy.
Asimismo publicó en 1988 el libro “Cambios Estructurales en la Organización del Estado” sobre sus planteamientos, propuestas y proyectos que presentó como Congresista y en 2005 publica con la Editorial Planeta su autobiografía “Con Carácter” narrando los sucesos más notables e importantes de su vida y de la historia de Colombia.
Igualmente es publicado el libro “Olga Duque de Ospina La mujer más importante del siglo XX” donde sus hijo Diego y Ximena Ospina Duque con un grupo de investigadores huilenses presentan un completo recorrido por toda la vida de Olga Duque, desde su infancia, sus distintas experiencias, sus procesos y aprendizajes, nos cuenta sobre su familia, su carrera política, su incursión en medios de comunicación, en su vida pública y social, sus aportes académicos, su alma de viajera y coleccionista, una vida apasionante y vertiginosa siempre aportando para su región el Huila y para toda Colombia.

## Vida privada

### Las “frisoladas”

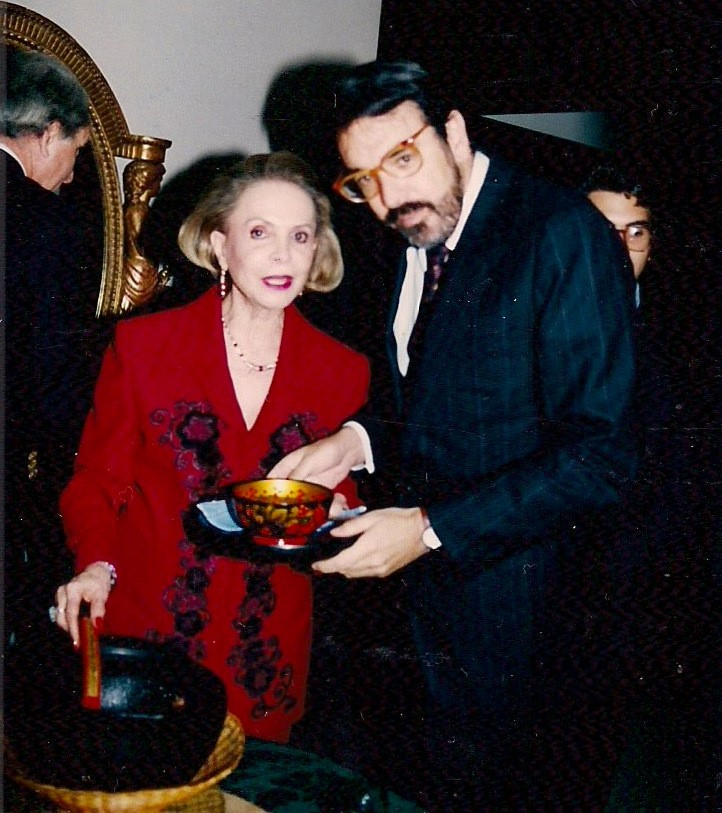
Olga Duque de Ospina con Felipe López Caballero en una frisolada.

Olga Duque de Ospina hereda de sus suegros Mariano Ospina Pérez y Bertha Hernández de Ospina las frijoladas que realizaban en su casa del barrio La Soledad en Bogotá, hoy sede de la Fundación Mariano Ospina Pérez, invitando a sus amigos y políticos más cercanos. Esta tradición que continúo por largos años Olga Duque, a las que llamó “frisoladas” denominadas así en Antioquia, oriundo de su legado y ascendencia antioqueña. 
Indudablemente con su toque personal y su propio estilo, las “frisoladas” se convirtieron en uno de los más importantes acontecimientos sociales en el país, en el cual invitaba a expresidentes, políticos, militares, diplomáticos, artistas, periodistas, empresarios, altos jerarcas de la Iglesia católica e influyentes personalidades de la vida pública de Colombia.
En este espacio de camaradería y fraternidad en el cual existió la convivencia ideológica y social, entretenidas conversaciones, encuentros agradables y momentos para la historia. 
El menú hecho en su totalidad en casa, estaba compuesto por diversos platos, pero los protagonistas eran los frijoles “bola roja” de la región de Algeciras en el Huila. Todo era servido en bandejas de barro de la Chamba (Tolima), en platos y cazuelas rusas. La espontaneidad y distensión en la reunión permitió que cada invitado tomara un plato y la anfitriona le servía a cada uno, escogían cualquier lugar para sentarse y esto permitió que pudieran departir entre todos, aún entre contradictores ideológicos y políticos. 
Cada una de estas famosas “frisoladas” fueron publicadas por los más conocidos periódicos y revistas sociales colombianas.

## Fallecimiento
Falleció en Bogotá el 16 de septiembre de 2019 a los 89 años de edad, su fallecimiento fue confirmado a través de las redes sociales de Partido Conservador Colombiano: 

"Lamentamos profundamente el fallecimiento de la ex ministra y ex congresista, doña Olga Duque de Ospina, una gran Conservadora cuyo liderazgo abrió paso a muchas mujeres. Paz en su tumba".
Partido Conservador Colombiano